# ARD Extra
ARD Extra (eigene Schreibweise: ARD EXTRA) ist eine Sondersendung der ARD. Die Sendung behandelt nach Senderangaben im Gegensatz zum ARD-Brennpunkt keine Eilmeldungen, sondern habe einen aufklärenden Charakter.

## Geschichte und Ausstrahlung
Die Sendung wurde wegen der COVID-19-Pandemie in Deutschland ins Leben gerufen, sie wurde erstmals am 10. März 2020 im ARD-Hauptprogramm Das Erste und auf dem Nachrichtenkanal tagesschau24 ausgestrahlt. Gesendet wird zur Hauptsendezeit um 20:15 Uhr, zu der sonst die Sondersendungen unter dem Titel Brennpunkt laufen. Die ARD begründet die neue Sendung damit, dass man stärker in die Tiefe der Themen gehen werde. Die Sondersendungen werden teilweise auch in den dritten Programmen parallel ausgestrahlt. Von der vierten Ausgabe am 17. März 2020 an bis 13. Mai 2020 wurde die Sendung täglich, außer feiertags und am Wochenende, ausgestrahlt.
Am 20. Mai 2020 wurde bekanntgegeben, dass die Sondersendung nicht mehr „routinemäßig“ um 20:15 Uhr gesendet wird. So wurde bereits am 14. wie auch am 19. Mai 2020 die tägliche Ausgabe nicht gesendet. Gesendet werden soll jetzt nur noch „anlassbezogen“, wie ein ARD-Sprecher dem Spiegel bestätigte.
Am 8. Juli 2020 wurde die Sendung genutzt, um die Rede von Bundeskanzlerin Angela Merkel vor dem EU-Parlament in Brüssel zur deutschen EU-Ratspräsidentschaft zu übertragen. Darin ging es zwar auch um die COVID-19-Pandemie, aber nicht mehr im Fokus der Sendung. Am 19. Februar 2021 wurde in der Sendung die Rede des US-Präsidenten Joe Biden auf der Münchner Sicherheitskonferenz bezüglich seiner Europapolitik behandelt. Am 18. Februar 2022 ging es in der Sondersendung um den Orkan Zeynep. Aufgrund des russischen Überfalls auf die Ukraine wurde am 17. März 2022 erstmals neben der Corona-Lage ein weiteres Thema in der gleichen Sendung behandelt.
Aufgrund eines außerplanmäßigen Bund-Länder-Treffens am 13. Dezember wurde die Sendung erstmals an einem Sonntag ausgestrahlt.
Nachdem sich das On-Air-Design im Jahr 2020 stark an dem des ARD-Brennpunkts orientierte, wird seit der ersten Ausgabe im Jahr 2021 ein eigenständiges Design verwendet.

## Moderatoren
| Moderation           | Sendeanstalt | Einstiegsdatum    | Ausstiegsdatum    |
| -------------------- | ------------ | ----------------- | ----------------- |
| Ellen Ehni           | WDR          | 10. März 2020     | 01. Februar 2021  |
| Susanne Stichler     | NDR          | 12. März 2020     | aktiv             |
| Fritz Frey           | SWR          | 13. März 2020     | 21. Dezember 2021 |
| Christian Nitsche    | BR           | 06. April 2020    | aktiv             |
| Jessy Wellmer        | rbb          | 14. April 2020    | 06. April 2022    |
| Wiebke Binder        | MDR          | 20. April 2020    | aktiv             |
| Markus Gürne         | hr           | 27. April 2020    | aktiv             |
| Sabine Scholt        | WDR          | 23. Juni 2020     | aktiv             |
| Ute Brucker          | SWR          | 30. Juli 2020     | 22. Februar 2021  |
| Sascha Hingst        | rbb          | 08. Oktober 2020  | 10. August 2021   |
| Susann Reichenbach   | rbb          | 16. Dezember 2020 | 16. Dezember 2020 |
| Armgard Müller-Adams | SR           | 22. März 2021     | aktiv             |
| Hülya Deyneli        | hr           | 19. Juli 2022     | aktiv             |

Es gibt keine Haupt- oder Vertretungsmoderatoren. Die Federführung der Sendung liegt bei einer der neun ARD-Sendeanstalten, wobei der SR bis März 2021 beim SWR mitwirkte und Radio Bremen dauerhaft beim NDR. Die Moderatoren werden von der jeweiligen Sendeanstalt bestimmt.